# 下之一色町 (名古屋市)
下之一色町（しものいっしきちょう）は、愛知県名古屋市中川区の町名。住居表示未実施。

## 地理
名古屋市中川区南端に位置し、東は法華西町・高杉町・昭和橋通・東起町・港区小碓町・当知町、南は港区南陽町大字福田、北は一色新町一・三丁目および大当郎三丁目に接する。西は新川を挟んで、富田町江松・江松に接する。
庄内川と新川に挟まれた区域が主な町域だが、庄内川の東側にも一部町域が存在する。

### 河川
- 庄内川（一色大橋・明徳橋）
- 新川（三日月橋・日の出橋）

### 字一覧
- 戌亥島（いぬいじま）
- 北起（きたおこし）
- 北ノ切（きたのきり）
- 操出（くりだし）
- 権野（ごんの）
- 三角（さんかく）
- 中ノ切（なかのきり）
- 中花（なかはな）
- 西ノ切（にしのきり）
- 東ノ切（ひがしのきり）
- 干潟（ひがた）
- 古川（ふるかわ）
- 松蔭1丁目（まつかげ1ちょうめ） - 1934年、松蔭、流の各一部より変更[2]。
- 松蔭2丁目（まつかげ2ちょうめ） - 1934年、松蔭、流、高正寺、上萬町起の各一部より変更[2]。
- 松蔭3丁目（まつかげ3ちょうめ） - 1934年、松蔭、彌三、上萬町起の各一部より変更[2]。
- 松蔭4丁目（まつかげ4ちょうめ） - 1934年、松蔭、彌三、下萬町起の各一部より変更[2]。
- 松蔭5丁目（まつかげ5ちょうめ） - 1934年、松蔭、縫越、彌三の各一部より変更[2]。
- 松蔭6丁目（まつかげ6ちょうめ） - 1934年、松蔭、縫越の各一部より変更[2]。
- 松蔭7丁目（まつかげ7ちょうめ） - 1934年、松蔭、縫越、西ノ起の各一部より変更[2]。
- 南ノ切（みなみのきり）
- 宮分（みやわけ）
- 流作（りゅうさく）

## 歴史
愛知郡下之一色村を前身とする。かつては漁師町として知られ、1912年（大正元年）には下之一色魚市場が開設された。1959年（昭和34年）の伊勢湾台風で漁業権の放棄が行われたが、その後も下之一色魚市場では朝市が行われるなど海産物の取引拠点となっていた。しかし、下之一色魚市場の建物は、新川の堤防改修のために取り壊されることになり、2021年3月13日に営業を終了した。

### 町名の由来
下之一色の「一色」は、一種類の作物のみを年貢として納める土地を意味する「一色田」に由来する説や、低湿地に家を構えることを表す「居敷を定める」による説がある。北一色に対して下一色と呼ぶようになったとされる。

### 沿革
- 1889年（明治22年）10月1日 - 町村制に基づく愛知郡下之一色村となる[5]。
- 1917年（大正6年）7月6日 - 町制施行に伴い、下之一色町となる[5]。
- 1931年（昭和6年）
  - 5月1日 - 一部が名古屋市南区へ編入され、同区下之一色町が成立。南区東起町の一部を編入[5]。
  - 7月15日 - 南区下之一色町の全域を同区東起町へ編入[5]。
- 1934年（昭和9年）9月1日 - 耕地整理施行に伴い、字松蔭、字流、字高正寺、字上萬町起、字彌三、字下萬町起、字縫越、字西ノ起の各一部を改称し、字松蔭一丁目、字松蔭二丁目、字松蔭三丁目、字松蔭四丁目、字松蔭五丁目、字松蔭六丁目、字松蔭七丁目とする[2]。
- 1937年（昭和12年）
  - 3月1日 - 名古屋市南区へ編入し、同区下之一色町となる[5]。
  - 10月1日 - 行政区変更に伴い、中川区所属となる[5]。
- 1960年（昭和35年）11月22日 - 大蟷螂町の一部を編入[5]。
- 1980年（昭和55年）7月20日 - 高杉町の一部を編入[5]。
- 1982年（昭和57年）5月16日 - 大蟷螂町の一部を編入、一部が大当郎二丁目・助光三丁目・一色新町一～三丁目となる[6][7][5]。

## 世帯数と人口
2019年（平成31年）1月1日現在の世帯数と人口は以下の通りである。
| 町丁       | 世帯数    | 人口    |
| ---------- | --------- | ------- |
| 下之一色町 | 2,822世帯 | 5,985人 |

### 人口の変遷
国勢調査による人口の推移
| 1995年（平成7年）  | 8207人 | [ WEB 5 ] |  |
| 2000年（平成12年） | 7513人 | [ WEB 6 ] |  |
| 2005年（平成17年） | 6707人 | [ WEB 7 ] |  |
| 2010年（平成22年） | 6203人 | [ WEB 8 ] |  |

## 学区
市立小・中学校に通う場合、学校等は以下の通りとなる。また、公立高等学校に通う場合の学区は以下の通りとなる。なお、小学校は学校選択制度を導入しておらず、番毎で各学校に指定されている。
| 字 | 小学校                                      | 中学校               | 高等学校 |
| --- | ------------------------------------------- | -------------------- | -------- |
| 戌亥島、戌亥島新川堤防 北起、北起庄内川堤防、北ノ切 操出、操出庄内川堤防 操出庄内川堤塘、権野、三角 三角庄内川堤防、三角庄内川堤塘 三角新川堤防内、三角新川堤塘外 中ノ切、中ノ切新川堤防外 中ノ切新川堤防内 中ノ切新川堤塘外 西ノ切、縫越 東ノ切、東ノ切庄内川堤防 古川、松蔭4～7丁目 南ノ切、南ノ切新川堤防外 南ノ切新川堤防内 | 名古屋市立正色小学校                        | 名古屋市立一色中学校 | 尾張学区 |
| 流、波花、松蔭1～2丁目 宮分、弥三、流作 | 名古屋市立五反田小学校                      | 名古屋市立一色中学校 | 尾張学区 |
| 干潟、干潟庄内川堤防 松蔭3丁目 | 名古屋市立正色小学校 名古屋市立五反田小学校 | 名古屋市立一色中学校 | 尾張学区 |

## 施設
- 名古屋市立正色小学校
- 名古屋市正色第一保育園
- 名古屋市正色第二保育園
- 正雲寺幼稚園
- 正雲寺保育園
- 名古屋市中川学校体育センター

字松陰一丁目。1995年（平成7年）4月26日、名古屋市教育委員会が学校建設予定地として確保している土地を有効活用するための施設として設置された。
- JAなごや下之一色支店
- 名古屋下之一色郵便局
- 正雲寺
- 浅間社
- 共愛病院

- 下之一色魚市場
- 名古屋市立正色小学校
- JAなごや下之一色支店
- 名古屋下之一色郵便局
- 浅間社

## 交通
- 国道1号
- 愛知県道59号名古屋中環状線（東海通）
- 愛知県道70号名古屋十四山線（東海通）
- 愛知県道106号鳥ヶ地名古屋線
- 愛知県道228号下之一色港南陽線
- 名古屋市都市計画道路万場藤前線
- 名古屋市営バス
  - 一色新町との境界にある権野停留所から各地へ多数のバスが発着している。
- 三重交通バス

## その他

### 日本郵便
- 郵便番号 : 454-0945[WEB 2]（集配局：中川郵便局[WEB 11]）。

### WEB
1. 1 2  “町・丁目(大字)別、年齢(10歳階級)別公簿人口(全市・区別)”.   名古屋市 (2019年1月23日). 2019年1月23日閲覧。
2. 1 2  “郵便番号”.  日本郵便. 2019年2月10日閲覧。
3. ↑  “市外局番の一覧”.   総務省. 2019年1月6日閲覧。
4. ↑  “中川区の町名一覧”.   名古屋市 (2015年10月21日). 2019年2月13日閲覧。
5. ↑  総務省統計局 (2014年3月28日). “平成7年国勢調査の調査結果(e-Stat) - 男女別人口及び世帯数 －町丁・字等” (CSV). 2019年4月27日閲覧。
6. ↑  総務省統計局 (2014年5月30日). “平成12年国勢調査の調査結果(e-Stat) - 男女別人口及び世帯数 －町丁・字等” (CSV). 2019年4月27日閲覧。
7. ↑  総務省統計局 (2014年6月27日). “平成17年国勢調査の調査結果(e-Stat) - 男女別人口及び世帯数 －町丁・字等” (CSV). 2019年4月27日閲覧。
8. ↑  総務省統計局 (2012年1月20日). “平成22年国勢調査の調査結果(e-Stat) - 男女別人口及び世帯数 －町丁・字等” (CSV). 2019年4月27日閲覧。
9. ↑  “市立小・中学校の通学区域一覧”.   名古屋市 (2018年11月10日). 2019年1月14日閲覧。
10. ↑  “平成29年度以降の愛知県公立高等学校（全日制課程）入学者選抜における通学区域並びに群及びグループ分け案について”.   愛知県教育委員会 (2015年2月16日). 2019年1月14日閲覧。
11. ↑  郵便番号簿 平成29年度版 - 日本郵便. 2019年02月10日閲覧 (PDF)

### 新聞
1. 1 2 3  大野雄一郎「活気の朝 閉場惜しむ　中川区の下之一色魚市場」『中日新聞 夕刊』2021年3月13日、1面。2022年8月21日閲覧。

### 書籍
1. ↑  「角川日本地名大辞典」編纂委員会 1989, p. 1487.
2. 1 2 3 4 5 6 7 8  「告示第九百號」『愛知県公報』第784号、愛知県、955–957頁、1934年8月24日。
3. ↑  名古屋市計画局 1992, p. 463.
4. ↑  「角川日本地名大辞典」編纂委員会 1989, p. 670.
5. 1 2 3 4 5 6 7 8 9  名古屋市計画局 1992, p. 834.
6. ↑  名古屋市計画局 1992, p. 817.
7. ↑  名古屋市計画局 1992, p. 833.
8. 1 2  名古屋市教育委員会事務局総務部企画経理課 2018, p. 161.

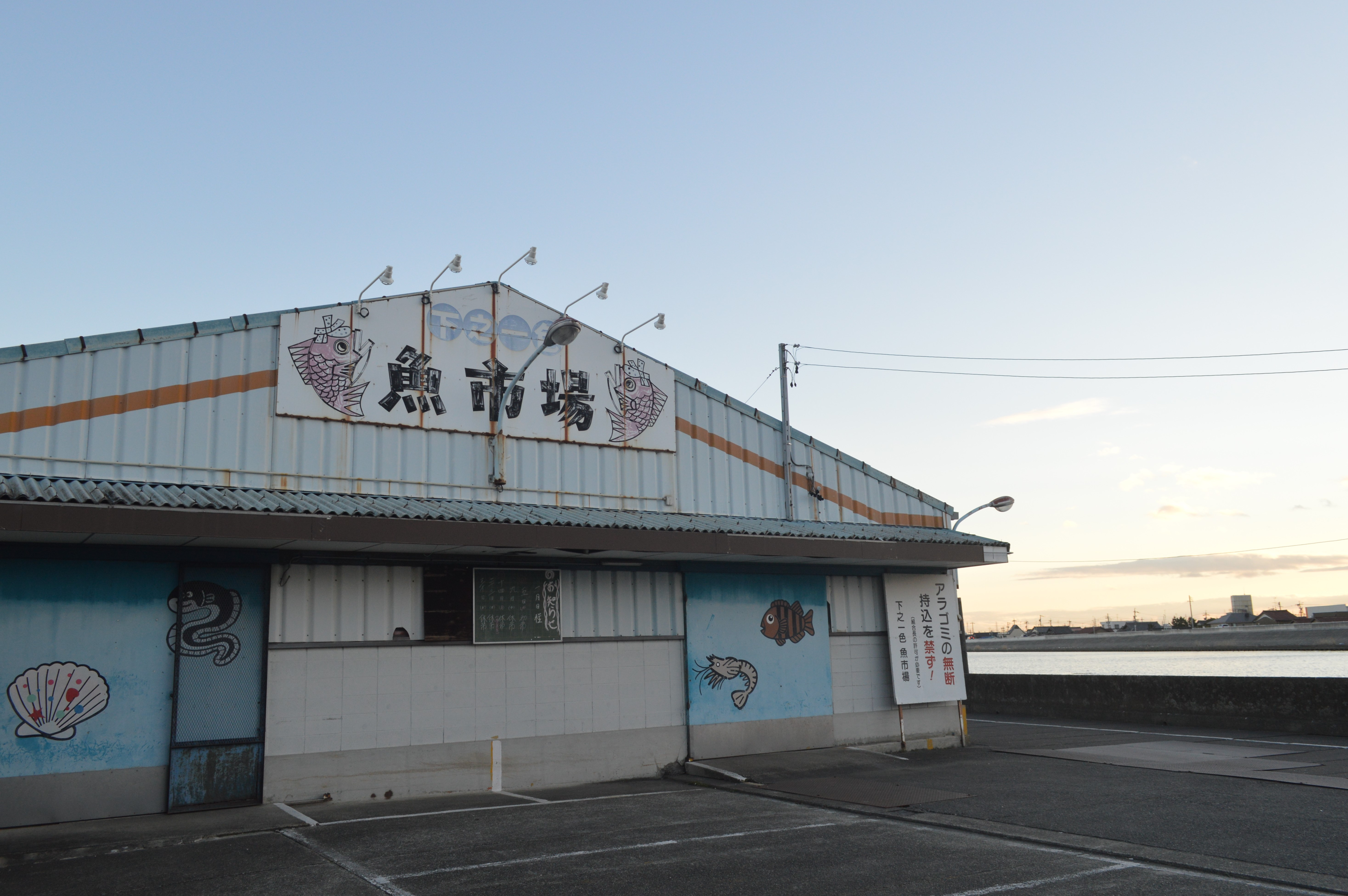
下之一色魚市場
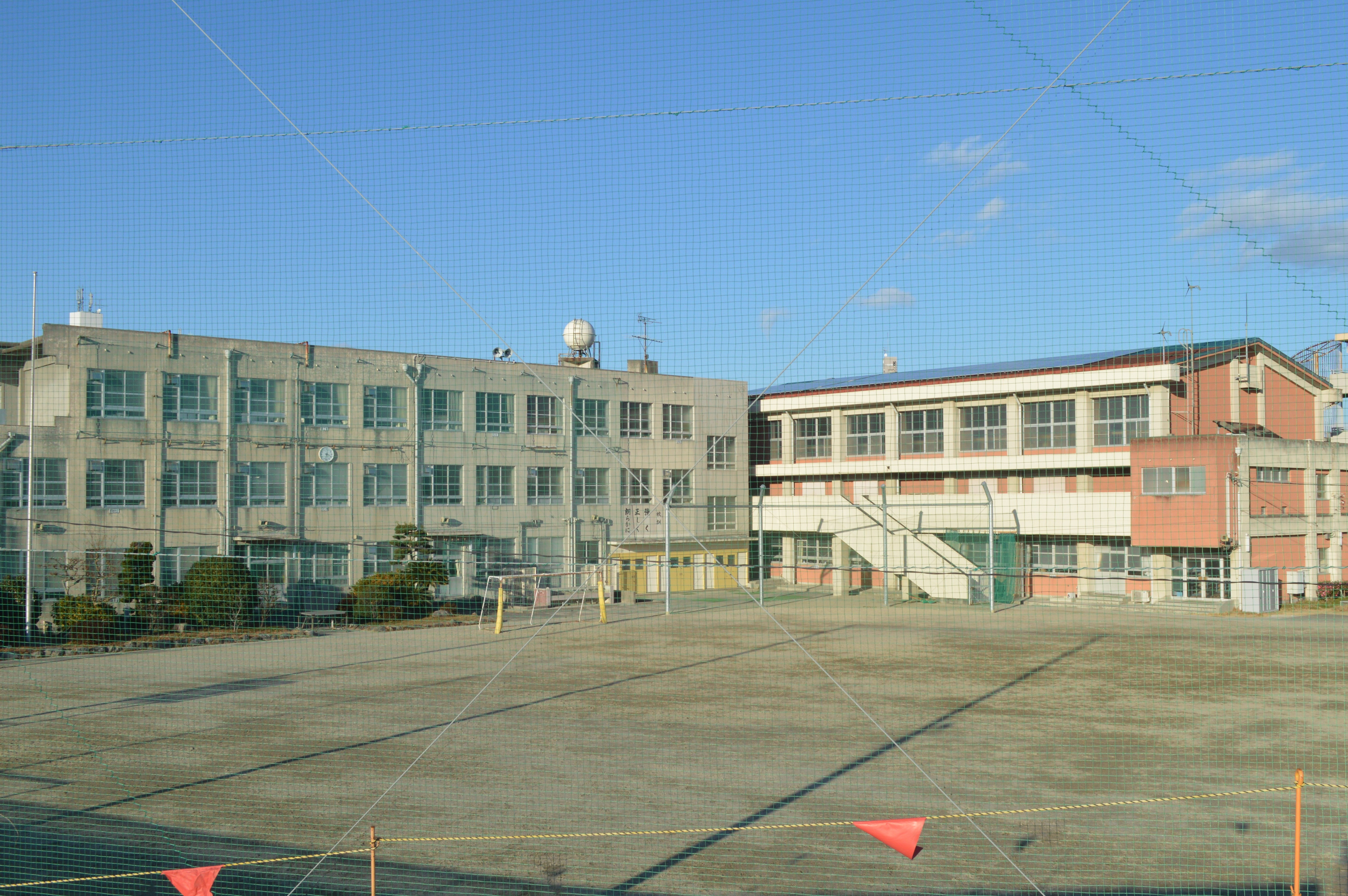
名古屋市立正色小学校
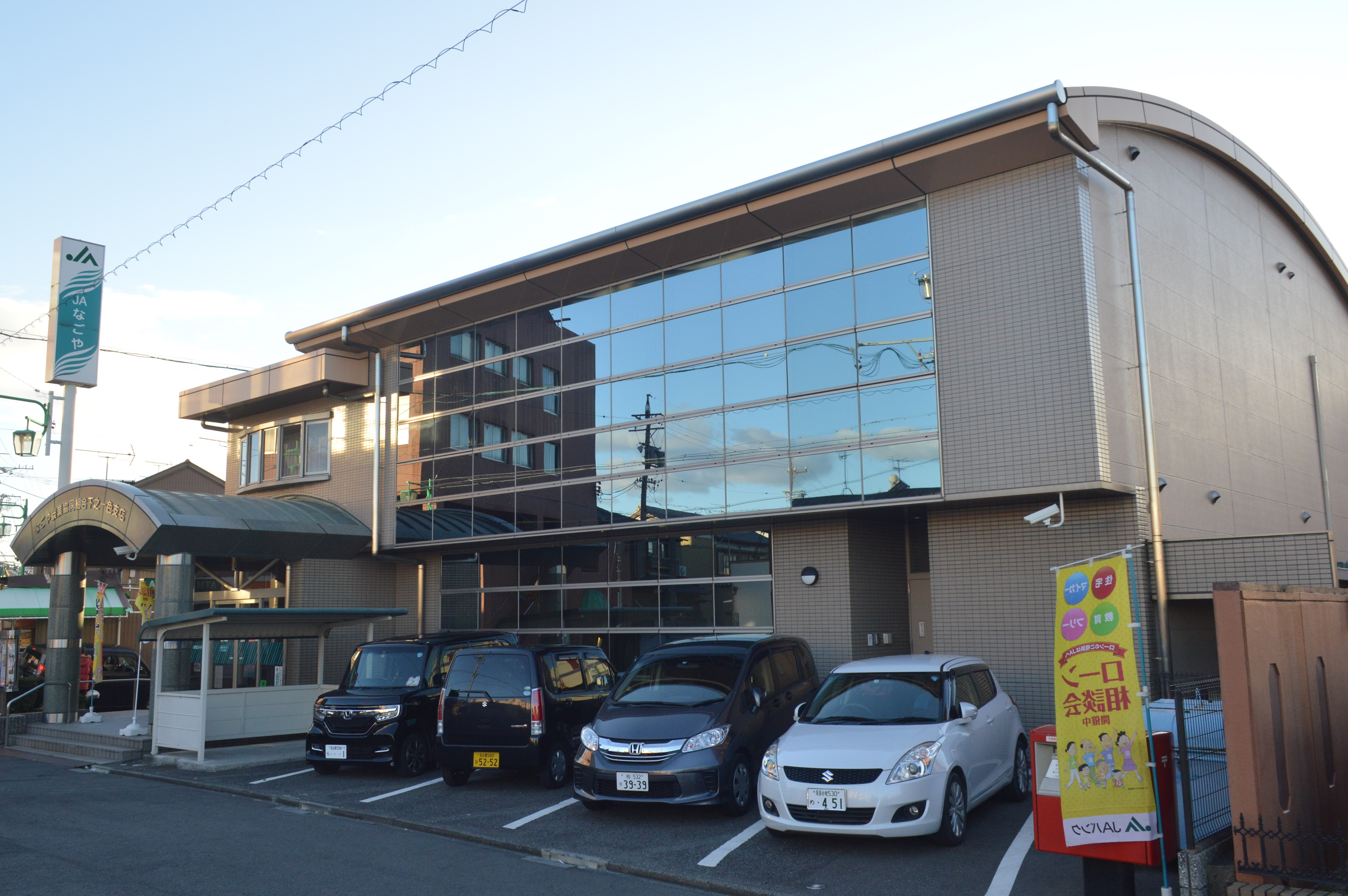
JAなごや下之一色支店
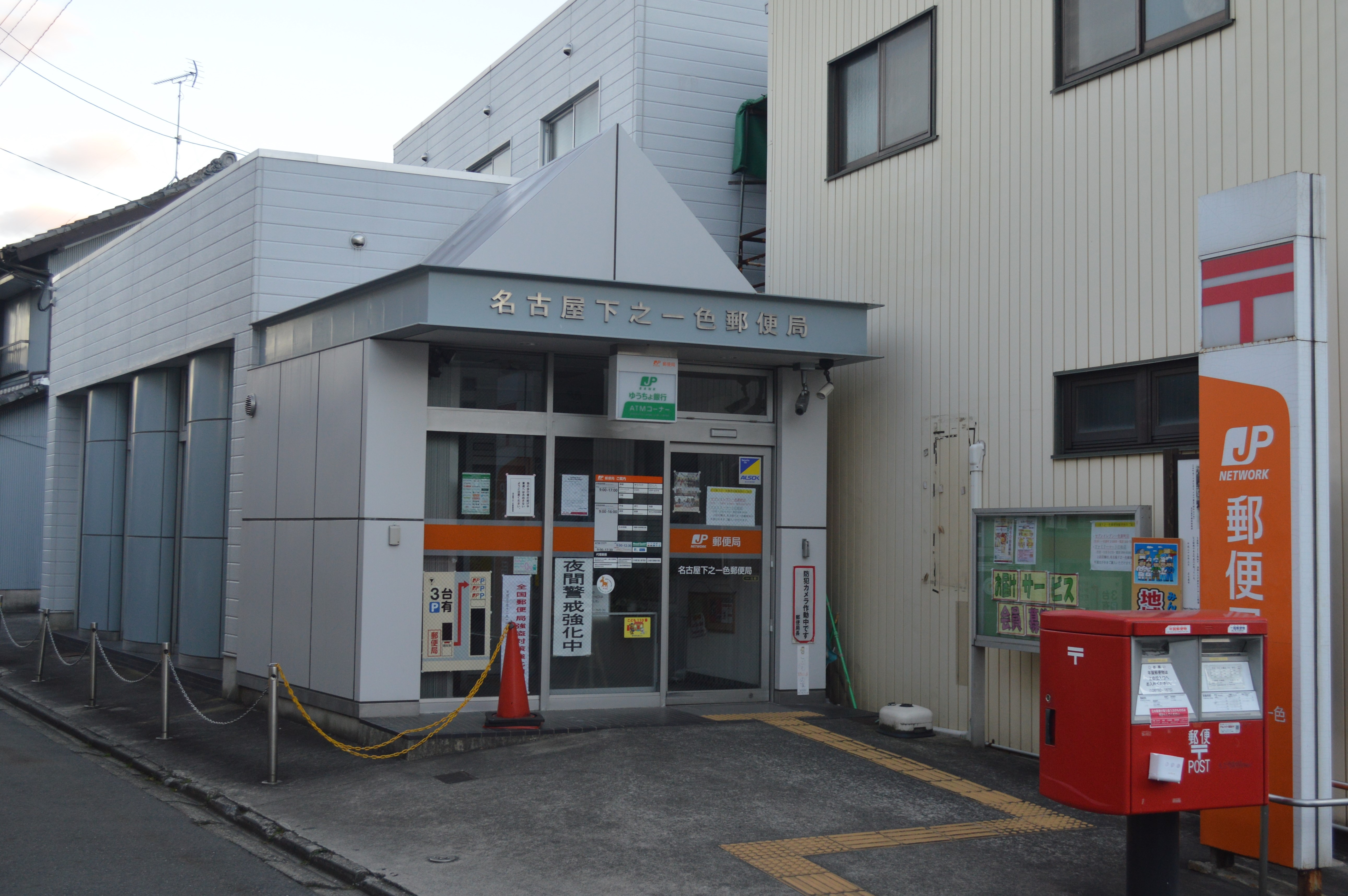
名古屋下之一色郵便局
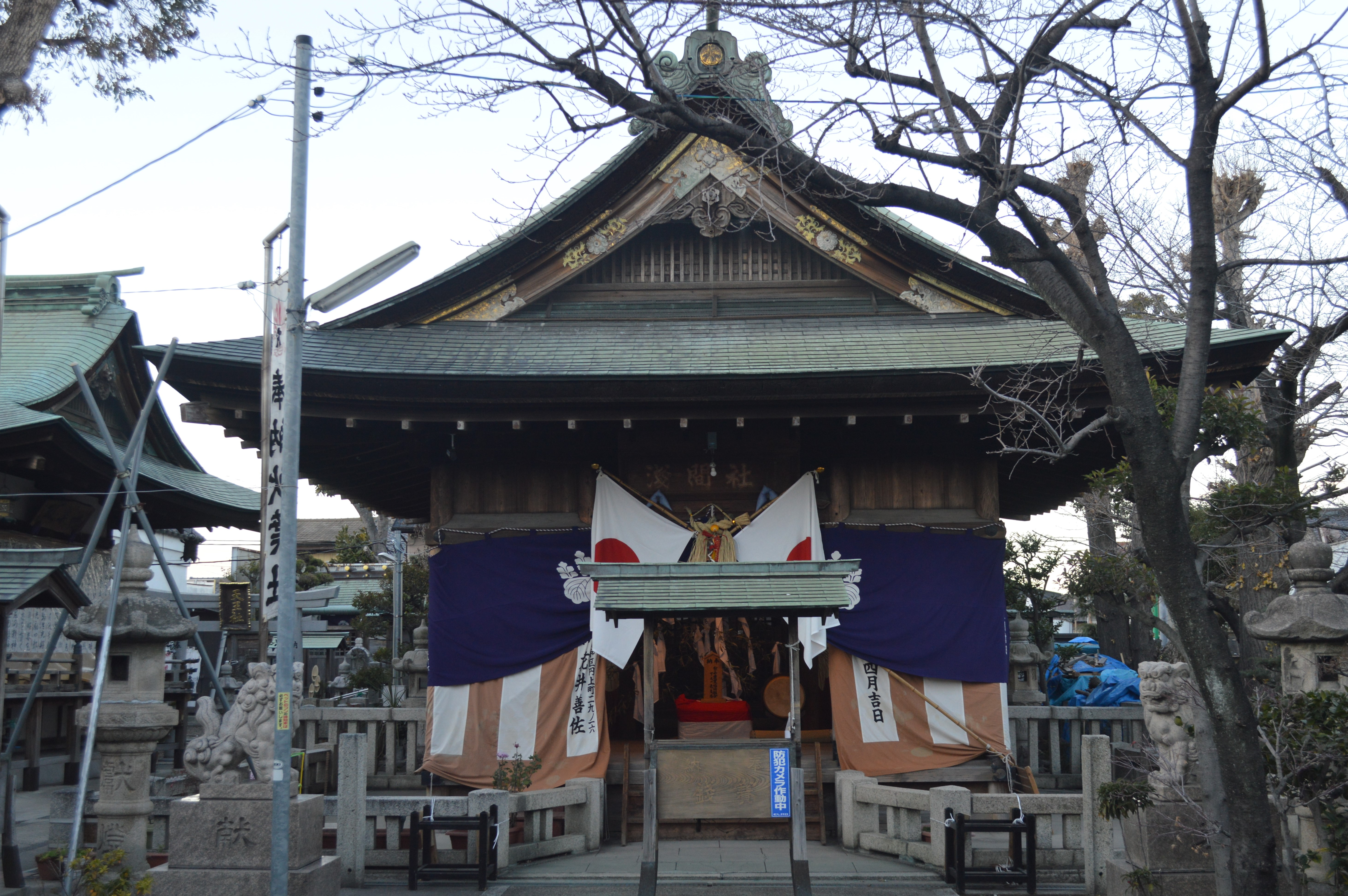
浅間社